# Matthias Krempl
Matthias Krempl (* 21. Oktober 1917 in Eisenerz; † 21. November 1997 in Leoben) war ein österreichischer Politiker (ÖVP) und Industrieangestellter. Er war von 1962 bis 1970 Abgeordneter zum Österreichischen Nationalrat und von 1970 bis 1974 Mitglied des Bundesrates.
Krempl besuchte nach der Volksschule in Eisenerz die Hauptschule in Goisern und war zwischen 1931 und 1933 als landwirtschaftliche Hilfskraft in Eibiswald tätig. Danach absolvierte er zwischen 1933 und 1934 das Lehrerseminar der Brüder der christlichen Schulen in Wien und besuchte danach von 1934 bis 1937 den Lehrgang für Erzieher bei den Schulbrüdern in Wien. Er war danach von 1937 bis 1938 Präfekt und Jungvolkführer in der Privatvolks- und Hauptschule der Schulbrüder in Wien-Landstraße und wurde 1938 Schichtenschreiber bei der Arbeitsgemeinschaft für Siedlungsbauten in Eisenerz der Firma Negrelli-Ast-Bayer. Danach arbeitete er von 1938 bis 1945 als Lohnbuchhalter bei einem Baumeister in Admont und wurde 1945 Sekretär der Bezirksleitung der ÖVP Eisenerz. Danach war er von 1945 bis 1948 als Angestellter des Arbeitsamtes in Eisenerz tätig, zwischen 1948 und 1977 war er Angestellter bei der Österreichisch-Alpine Montangesellschaft bzw. VÖEST Alpine Eisenerz.
Krempl vertrat die ÖVP zwischen dem 14. Dezember 1962 und dem 31. März 1970 im Nationalrat und war zwischen dem 14. Mai 1970 und dem 12. November 1974 Mitglied des Bundesrates. Des Weiteren war Krempl von 1957 bis 1962 Abgeordneter zum Landtag Steiermark und von 1966 bis 1982 Hauptbezirksparteiobmann der ÖVP Leoben.